# Melissa P.
Melissa P. és una pel·lícula hispano-italiana dirigida per Luca Guadagnino i estrenada l'any 2005. Es una adaptació de la novel·la autobiogràfica de Melissa Panarello, Cent cops de raspall abans d'anar a dormir, publicada l'any 2003. Ha estat doblada al català.

## Argument
Melissa és una adolescent romàntica que somia amb el seu primer petó i del guapo Daniele. Quan aquest últim l'arrossega, en una festa, cap a un bosquet, creu el seu somni dirigida, però es veu pràcticament forçada a una fel·lació.
En comptes de trencar immediatament amb ell, es plega a les proposicions llibertines que li fa regularment després d'això, i Melissa es troba arrossegada a un descens als inferns que ningú, a la seva família, no sospita, a part de la seva àvia. Les trobades més escabroses se succeeixen i la reputació de Melissa pateix d'aquest frenesí que la du a acceptar el que no té la força de rebutjar. Però l'amor que ha rebut sempre dels seus propers és que la salvarà.

## Repartiment
- María Valverde: Melissa
- Letizia Ciampa : Manuela
- Primo Reggiani: Daniele
- Fabrizia Sacchi: Daria
- Geraldine Chaplin: Elvira, l'àvia de Melissa
- Nilo Zimmermanv: Marco
- Elio Germano: Arnaldo
- Alba Rohrwacher: Clelia
- Davide Pasti: Leo
- Francesca Madaro: Livia

## Crítica
- "Atrevida encara que de cap manera escandalosa (...) Fes l'efecte que Guadagnino pretén trobar (...) un to semioníric per a la seva pel·lícula (...) però en cap moment ho aconsegueix"[3]